# Protura
Protura je red koji pripada klasi Entognatha i broji oko 800 vrsta. Protura su ime dobili na osnovu grčkih reči protos = prvi i urea= rep, jer ih većina zoologa smatra najprimitivnijim i prvim insektima. Telesna veličina ovih organizama ne prelazi 2 mm tako da su otkrivene tek početkom 20 veka. Naseljavaju sve regione sveta, a najbrojnije su u umerenim i tropskim predelima. Prvenstveno žive na vlažnim staništima kao što je stelja, površinski sloj zemljišta, ispod kore drveća koje truli, itd. Biologija ovog reda je slabo izučena ali se zna da polovina predstavnika diše celom površinom tela, a druga polovina pomoću traheja koje se otvaraju stigmama na drugom i trećem grudnom segmentu. Malpigijevi sudovi su kod njih diferencirani u obliku papila. Razvijaju se anamorfozom, iz jaja se legu mlade jedinke sa 8 abdominalnih segmenata kod kojih se presvlačenjem diferenciraju još tri trbušna segmenta. Prezimljavaju u stadijumu imaga.

## Morfologija
Ovi sitni organizmi imaju crvoliko telo koje je diferencirano na glavu i nejasno odvojene toraks i abdomen. 
Glava je prognatna, usni aparat za bodenje i sisanje je okrenut ka naprad. Kao i sve ostale ontognate i proture imaju usni aparat koji je uvučen u glavenu kapsulu tj. entognatan tip. Kod njih druge maksile nisu srasle i ne formiraju labijum kao kod ostalih insekata. Određene vrste se hrane hifama gljiva. Na glavi nemaju antene, oči ni ocele, ali reaguju na svetlost zahvaljujući verovatno epidermalnim fotoreceptorima.  Bočno na glavi se nalaze čulni organi, pseudokulusi, koji imaju ulogu u percepciji vlažnosti i vibracija.
Grudi su građene od tri segmenta koje su međusobno jednaki. Na njima se nalaze tri para nogu koje su završavaju jednočlanim tarzusima sa kandžicama. Prvi par nogu je upravljen ka napred i ne služi za kretanje, već ima čulnu ulogu. 
Abdomen gradi 11 segmenata i telzon. Na prva tri segmenta imaju po par ekstremiteta koji služe pri kretanju kao oslonac abdomenu.

## Sistematika
U okviru reda Protura se izdvajaju četiri familije: Acerentomidae, Eosentomidae, Sinentomidae, Protentomidae. Vrste familije Protentomidae nemaju traheje i prva dva para abdominalnih segmenata su im dvočlana. Vrste familije Acerentomidae takodje nemaju traheje, samo im je prvi par abdominalnih nastavaka dvosegmentisan. Za razliku od predhodne dve familije, vrste familije Sinentomidae imaju traheje, a samo je prvi par abdominalnih nastavaka dvosegmentisan. Vrste familije Eosentomidae takođe nemaju traheje i abdominalni ekstremiteti su im dvosegmentisani.

## Literatura
- Томановић, Ж.; Жикић, V.; Петровић, А. (2008). Систематика и филогенија бескичмењака. Београд: Биолошки факултет, Универзитет у Београду.
- Брајковић, M.; Ћурчић, С. (2008). Општа ентомологија. Београд: Биолошки факултет, Универзитет у Београду.
- Брајковић, M. (2004). Зоологија инвертебрата II. Београд: Завод за уџбенике и наставна средства.

## Spoljašnje veze
- Protura Архивирано на веб-сајту  (27. септембар 2006)